# Władysław Romiszewski

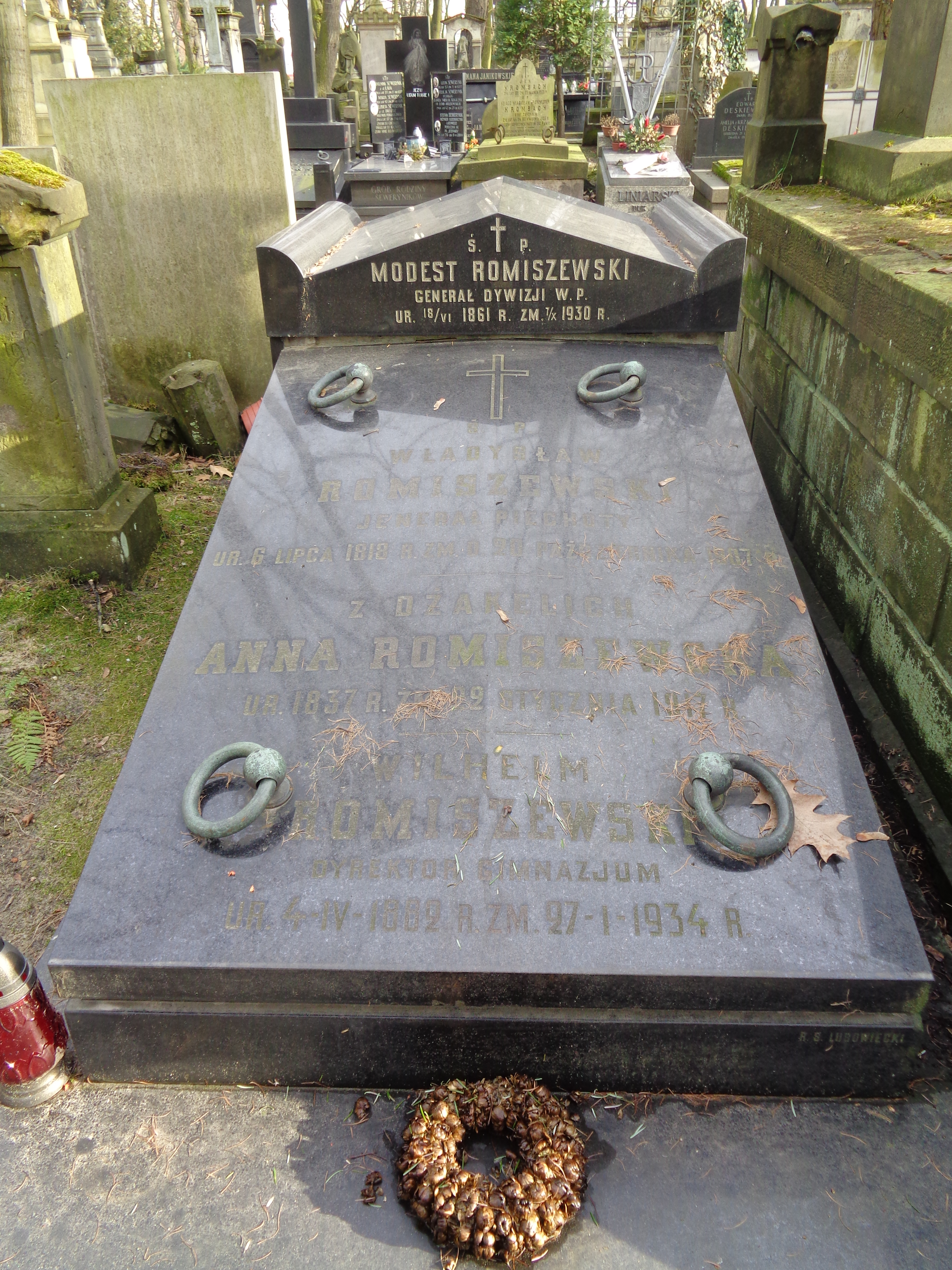
Grobowiec Romiszewskich

Władysław Romiszewski (ur. 24 czerwca?/6 lipca 1819 w guberni podolskiej, zm. 20 października 1907 w Warszawie) – generał armii carskiej pochodzenia polskiego.

## Życiorys
Pochodził z polskiej rodziny ziemiańskiej z Podola. Syn Feliksa, radcy stanu, i Honoraty z Kożuchowskich. Miał dwóch braci: Aleksandra (pułkownika armii rosyjskiej) i Lucjana (ziemianina), ożenionego z Adelą – córką marszałka szlachty kamienieckiej Wincentego Leśniewicza.
Służył w Pułku Szlachty (1836). Absolwent Imperatorskiej Nikołajewskiej Akademii Wojskowej (1842). Szef sztabu 6 Dywizji Piechoty (1858–1863), zastępca dowódcy 6 Dywizji Piechoty (1863), dowódca 2 Brygady Strzelców (1870), członek Sztabu Głównego (1872), dowódca 4 Dywizji Piechoty (1872–1883). W latach 1883–1905 członek Aleksandryjskiego Komitetu ds. Rannych.
Został pochowany w grobowcu rodzinnym na cmentarzu Powązkowskim w Warszawie (kwatera 6-2-8).

## Awanse
- Kapitan – 1850
- Podpułkownik – 1854
- Pułkownik – 1858
- Generał major – 1863
- Generał porucznik – 1871
- Generał piechoty – 1886

## Rodzina
Władysław Romiszewski był żonaty z Gruzinką Anną z książęcego rodu Dżakeli (1837-1917), z którą miał siedmioro dzieci: Eugeniusza i Modesta (oficerów armii rosyjskiej, a następnie generałów Wojska Polskiego) oraz Wilhelma (nauczyciela), Włodzimierza (pułkownika armii rosyjskiej), Feliksa, Helenę (za Sławińskim) i Marię (za księgarzem i wydawcą Gustawem Wolffem).
Gen. Władysław Romiszewski był stryjem płk. Czesława Romiszewskiego i wujem legendarnego kresowego kawalerzysty mjra Feliksa Jaworskiego.

## Publikacje
Ромишевский Владислав Феликсович, Военно-статистическое обозрение Российской Империи, Т. 5, ч. 1: Казанская губерния, Санкт-Петербург: в типографии Департамента Генерального Штаба, 1850

## Odznaczenia
- Order Orła Białego (Imperium Rosyjskie)
- Order Świętej Anny (Imperium Rosyjskie)
- Order Świętego Jerzego (Imperium Rosyjskie)
- Order Świętego Włodzimierza (Imperium Rosyjskie)
- Order Świętego Stanisława (Imperium Rosyjskie)
- Order Orła Czerwonego (Królestwo Prus)